# Gochnatia polymorpha
Gochnatia polymorpha, la candeia, cambará es una especie de árbol de la familia Asteraceae, originaria de Brasil.

## Taxonomía
Gochnatia polymorpha fue descrita por (Less.) Cabrera y publicado en Notas del Museo de la Plata, Botánica 15: 43. 1950.
Sinonimia
- Baccharis lessingiana DC.
- Baccharis tomentosa Thunb.
- Baccharis tomentosa Steud.
- Gochnatia malmei Cabrera
- Moquinia polymorpha (Less.) DC.[3]